# Den namnlösa staden
Den namnlösa staden (engelsk originaltitel: The Nameless City) är en skräcknovell av H.P. Lovecraft 1921. Denna relativt tidiga kortnovell kan ses som en förlaga till den lite senare utvecklade Cthulhumytologin som skulle bli den värld som H.P. Lovecrafts mest kända verk utspelades i, och vilken skulle påverka ett stort antal skräck- och science fiction-författare att utveckla denna mytologis tankar vidare genom egna alster skrivna inom Lovecrafts uppställda ramar. 
I denna novell nämns "Den galne araben", och antydningar ges om dennes fiktiva bok Al Azif, mer känd som Necronomicon. I novellen möter vi också den kända frasen som på engelska lyder: "That is not dead which can eternal lie. And with strange aeons even death may die." ("Det är ej dött som för evigt vilar; och i evigheten bryts även dödens pilar" är en bra svensk översättning.)